# 취저우 난가배 세계바둑오픈
취저우 난가배 세계바둑오픈은 중국에서 주최하는 메이저 세계 기전이다. 난가배는 2022년 말 온라인으로 개막할 예정이었으나 중국 내의 코로나 상황으로 급작스럽게 연기됐다. 5개월 가까이 늦어지면서 대면 대국으로 변경됐고 이 같은 메이저 세계대회 본선의 대면 개막은 3년 7개월 만이다. 2019년 10월 제4회 몽백합배 세계바둑오픈 본선 개막을 베이징 런웨이 호텔에서 거행한 이후가 된다(몽백합배는 그 후 코로나 상황으로 8강부터 온라인 대국으로 전환됐다).

## 대회 방식
- 본선은 32명 단판 토너먼트
- 추첨은 같은 나라 선수와의 맞대결을 최대한 피하도록 하는 규정에 따라 매 라운드 실시.
- 결승은 3번기로 진행.

## 대국 규정
- 제한시간은 2시간(초읽기 1분 5회).

## 대회 상금
- 우승 180만위안(약 3억5000만원), 준우승 60만위안(약 1억2000만원), 4강패자 20만위안, 8강패자 10만위안, 16강패자 5만위안, 32강패자 3만위안.

## 대회 결과
| 회수 | 연도 | 우승          | 전적 | 준우승        |
| ---- | ---- | ------------- | ---- | ------------- |
| 1    | 2023 | 구쯔하오 九단 | 2-1  | 신진서 九단   |
| 2    | 2024 | 신진서 九단   | 2-0  | 구쯔하오 九단 |